# Acrozoanthus australiae
Acrozoanthus australiae är en korallart som beskrevs av William Saville-Kent 1893 . Acrozoanthus australiae ingår i släktet Acrozoanthus och familjen Zoanthidae. Inga underarter finns listade i Catalogue of Life.